# Leucospis mackerrasi
Leucospis mackerrasi is een vliesvleugelig insect uit de familie Leucospidae. De wetenschappelijke naam is voor het eerst geldig gepubliceerd in 1981 door Naumann.